# Dmitrij Il'inych
Dmitrij Sergeevič Il'inych (in russo Дмитрий Сергеевич Ильиных?; Adler, 31 gennaio 1987) è un pallavolista russo, schiacciatore del Belogor'e.

## Carriera

### Club
La carriera di Dmitrij Il'inych inizia nel 2004, quando viene osservato ed ingaggiato dalla seconda squadra della Lokomotiv-Belogor'e, con la quale gioca per quattro stagioni in Vysšaja Liga A, serie cadetta russa, ottenendo nel 2008 la promozione nella massima serie. Debutta nella Superliga russa nella stagione 2008-09 vestendo la maglia del Metallonivest.
Nella stagione 2009-10 entra a far parte della prima squadra del club di Belgorod, detta allora Lokomotiv Belogor'e, arrivando fino alla finale scudetto, dove perde contro lo Zenit-Kazan. Nella stagione 2012-13 vince i suoi primi trofei a livello di club, aggiudicandosi prima la Coppa di Russia e poi lo scudetto, battendo in finale rispettivamente il club di Kazan' e l'Ural. Nella stagione successiva vince la Supercoppa russa, la Coppa di Russia e la Champions League.
Nel campionato 2015-16 si trasferisce alla Gazprom-Jugra di Surgut, terminando però la stagione all'Al-Rayyan in Qatar. Torna in patria nell'annata successiva, ingaggiato dalla Dinamo Mosca.
Nella stagione 2017-18 si trasferisce al Kuzbass, mentre nell'annata successiva passa all'Enisej. Nel campionato 2019-20 si trasferisce in Grecia per disputare la Volley League con il PAOK, ma lascia la squadra a campionato in corso per fare ritorno in Superliga russa, giocando per l'Ural.
Nell'annata 2020-21 torna ancora una volta al Belogor'e.

### Nazionale
Fa parte delle selezioni giovanili russe, vincendo la medaglia d'oro al campionato mondiale under 19 2005 ed al campionato europeo under 20 2006, dove viene premiato come MVP e miglior attaccante, e un argento al campionato mondiale under 21 2007. Nell'estate del 2009 vince la medaglia d'oro alla XXV Universiade.
L'anno successivo debutta in nazionale maggiore, con la quale vince l'oro alla World League 2011 e soprattutto ai Giochi della XXX Olimpiade di Londra, mentre nel 2013 si aggiudica la medaglia d'oro alla XXVII Universiade ed al campionato europeo e quella d'argento alla Grand Champions Cup.

## Palmarès

### Club
- Campionato russo: 1

2012-13
- Coppa di Russia: 2

2012, 2013
- Supercoppa russa: 2

2013, 2014
- Champions League: 1

2013-14

### Nazionale (competizioni minori)
- Campionato mondiale under 19 2005
- Campionato europeo under 20 2006
- Campionato mondiale under 21 2007
- Universiade 2009
- Memorial Hubert Wagner 2011
- Universiade 2013
- Memorial Hubert Wagner 2013

### Premi individuali
- 2006 - Campionato europeo under 20: MVP
- 2006 - Campionato europeo under 20: Miglior attaccante
- 2013 - Grand Champions Cup: Miglior schiacciatore